# Discografia de R. Kelly
Esta é a Discografia de R. Kelly um cantor-compositor, rapper, produtor musical, ator e ex-jogador profissional de basquetebol estadunidense. Dentre os estilos musicas gravados por Kellz estão R&B, soul, gospel, neo soul, hip hop, pop e reggae. Sua discografia consiste em treze álbuns de estúdio, três álbuns colaborativos, cinco coletâneas musicais, um extended play seis álbuns de vídeo, uma mixtape, cento e vinte oito singles e oito singles promocionais. R. Kelly esta entre os recordistas de vendas de discos.

## Álbuns

### Álbuns de estúdio
| Ano                                                                         | Título                  | Detalhes do álbum | Melhor posição nas paradas | Melhor posição nas paradas | Melhor posição nas paradas | Melhor posição nas paradas | Melhor posição nas paradas | Melhor posição nas paradas | Melhor posição nas paradas | Melhor posição nas paradas | Melhor posição nas paradas | Melhor posição nas paradas | Vendas                                                                         | Certificações (vendas limiares)                                                              |
| Ano                                                                         | Título                  | Detalhes do álbum | EUA                        | EUA R&B                    | BEL                        | CAN                        | FRA                        | ALE                        | HOL                        | SUE                        | SUI                        | UK                         | Vendas                                                                         | Certificações (vendas limiares)                                                              |
| --------------------------------------------------------------------------- | ----------------------- | --- | -------------------------- | -------------------------- | -------------------------- | -------------------------- | -------------------------- | -------------------------- | -------------------------- | -------------------------- | -------------------------- | -------------------------- | ------------------------------------------------------------------------------ | -------------------------------------------------------------------------------------------- |
| 1993                                                                        | 12 Play                 | - 1° álbum de estúdio - Lançamento: 9 de novembro de 1993 - Gênero: R&B, soul, hip hop - Formatos: CD, cassette, digital download - Gravadora: Jive (41527-2)                 | 2                          | 1                          | —                          | —                          | —                          | —                          | 66                         | —                          | —                          | 20                         | - : 7,200,000 - : 6,200,000 - : 710,000 - : 420,000 - : 50,000                 | - : 6× Platina - : Ouro - : Prata                                                            |
| 1995                                                                        | R. Kelly                | - 2° álbum de estúdio - Lançamento: 14 de novembro de 1995 - Gênero: R&B, soul, hip hop soul - Formatos: CD, cassette, digital download, LP - Gravadora: Jive (41579)         | 1                          | 1                          | —                          | 69                         | —                          | 69                         | 26                         | 32                         | —                          | 18                         | - : 6,200,000 - : 5,200,000 - : 550,000 - : 160,000 - : 50,000 - : 75,000      | - : 5× Platina - : Ouro - : Ouro                                                             |
| 1998                                                                        | R.                      | - 3° álbum de estúdio - Lançamento: 10 de novembro de 1998 - Gênero: R&B, soul, hip hop soul, gospel - Formatos: CD, cassette, digital download, LP - Gravadora: Jive (41625) | 2                          | 1                          | 9                          | 25                         | 17                         | 8                          | 3                          | 33                         | 26                         | 27                         | - : 12,400,000 - : 8,200,000 - : 3,200,000 - : 750,000 - : 640,000 - : 360,000 | - : 8× Platina - : Platina - : Platina - : Platina - : 2× Ouro - : Ouro - : Ouro - : Platina |
| 2000                                                                        | TP-2.com                | - 4° álbum de estúdio - Lançamento: 7 de novembro de 2000 - Gênero: R&B, soul, hip hop - Formatos: CD, cassette, digital download, LP - Gravadora: Jive (41705)               | 1                          | 1                          | 22                         | 7                          | 4                          | 2                          | 7                          | 23                         | 6                          | 21                         | - : 6,000,000 - : 4,400,000 - : 1,140,000 - : 130,000 - : 230,000 - : 120,000  | - : 4× Platina - : Ouro - : Platina - : Ouro - : Ouro - : Ouro                               |
| 2003                                                                        | Chocolate Factory       | - 5° álbum de estúdio - Lançamento: 18 de fevereiro de 2003 - Gênero: R&B, soul, neo soul - Formatos: CD, cassette, digital download, LP - Gravadora: Jive (41812)            | 1                          | 1                          | 32                         | 14                         | 18                         | 18                         | 25                         | —                          | 18                         | 10                         | - : 5,100,000 - : 2,900,000 - : 1,720,000 - : 925,000 - : 200,000 - : 60,000   | - : 2× Platina - : Ouro                                                                      |
| 2004                                                                        | Happy People/U Saved Me | - 6° álbum de estúdio - Lançamento: 24 de agosto 2004 - Gênero: R&B, soul, gospel - Formatos: CD, cassette, digital download - Gravadora: Jive (60356)                        | 2                          | 1                          | 20                         | 16                         | 19                         | 10                         | 10                         | 26                         | 21                         | 11                         | - : 5,200,000 - : 3,000,000 - : 600,000 - : 200,000 - : 70,000 - : 70,000      | - : 3× Platina - : Ouro                                                                      |
| 2005                                                                        | TP.3 Reloaded           | - 7° álbum de estúdio - Lançamento: 5 de julho de 2005 - Gênero: R&B, hip hop, soul, reggae - Formatos: CD, CD/DVD, cassette, digital download - Gravadora: Jive (70214)      | 1                          | 1                          | 38                         | 17                         | 21                         | 26                         | 19                         | 48                         | 30                         | 23                         | - : 2,000,000 - : 1,500,000 - : 210,000 - : 70,000 - : 30,000 - : 20,000       | - : Platina - : Prata                                                                        |
| 2007                                                                        | Double Up               | - 8° álbum de estúdio - Lançamento: 29 de maio de 2007 - Gênero: R&B, hip hop, soul, dirty rap - Formatos: CD, digital download - Gravadora: Jive, Zomba (88697085372)        | 1                          | 1                          | 74                         | 19                         | 49                         | 46                         | 34                         | 37                         | 39                         | 10                         | - : 1,500,000 - : 1,100,000 - : 120,000 - : 45,000 - : 15,000 - : 10,000       | - : Platina                                                                                  |
| 2009                                                                        | Untitled                | - 9° álbum de estúdio - Lançamento: 1 de dezembro de 2009 - Gênero: R&B, hip hop - Formatos: CD, digital download - Gravadora: Jive (31136)                                   | 4                          | 1                          | —                          | —                          | 157                        | —                          | —                          | —                          | —                          | —                          | - : 500,000 - : 350,000 - : 40,000 - : 15,000 - : 5,000 - : 3,000              |                                                                                              |
| 2010                                                                        | Love Letter             | - 10° álbum de estúdio - Lançamento: 14 de dezembro de 2010 - Gênero: R&B, soul - Formatos: CD, digital download - Gravadora: Jive, Sony Music                                | 6                          | 2                          | —                          | —                          | —                          | —                          | 26                         | —                          | —                          | 153                        | - : 789,000                                                                    | - : Ouro                                                                                     |
| 2012                                                                        | Write Me Back           | - 11° álbum de estúdio - Lançamento: 26 de junho de 2012 - Gênero: R&B, soul - Formatos: CD, digital download - Gravadora: RCA                                                | 5                          | 2                          | 151                        | —                          | 120                        | —                          | 32                         | 54                         | —                          | 80                         | - : 253,000                                                                    |                                                                                              |
| 2013                                                                        | Black Panties           | - 12° álbum de estúdio - lançamento: 10 de dezembro de 2013 - Gênero: R&B, hip hop - Formatos: CD, digital download - Gravadora: RCA                                          | 4                          | 2                          | 159                        | —                          | —                          | —                          | 94                         | —                          | —                          | 128                        | - : 441,000                                                                    |                                                                                              |
| 2015                                                                        | The Buffet              | - 13° álbum de estúdio - Lançamento: 11 de dezembro de 2015 - Gênero: Hip hop, R&B - Formatos: CD, digital download - Gravadora: RCA                                          | A ser lançado              | A ser lançado              | A ser lançado              | A ser lançado              | A ser lançado              | A ser lançado              | A ser lançado              | A ser lançado              | A ser lançado              | A ser lançado              |                                                                                |                                                                                              |
| "—" Denota álbuns que não entraram na parada ou não foram lançados no país. |                         | |                            |                            |                            |                            |                            |                            |                            |                            |                            |                            |                                                                                |                                                                                              |